# کوپل
کوپل (به انگلیسی: Couple) یا زوج نیرو دو نیروی هم‌اندازه را گویند که موازی ولی خلاف جهت باشند. اثر آن ایجاد چرخش بدون ایجاد انتقال است. در مکانیک اجسام صلب، کوپل‌ها بردارهایی آزاد در نظر گرفته می‌شوند؛ بدین معنا که اثر آن‌ها بر جسم مستقل از نقطهٔ اعمال آن‌هاست. 